# Deklamace
Deklamace v dnešním pojetí je označením záměrného vyzřetelnění, precizní mluvní artikulace spojené s kontrolovaným hlasovým zdůrazněním slova či skupiny slov, vyžadujících prakticky absolutní vnímání a porozumění posluchačem nebo posluchači. Bývá tak často verbální výzvou, vysvětlením, pokynem nebo příkazem. V poezii či próze pak podtržením významu či záměru vyslovených výrazů, ve veřejných projevech řečníků pak deklamace bývá programově zdůrazněním rétorických prvků pro výraznější zapůsobení na posluchače.